# Кезгайло Волимонтович
Кезга́йло Волимо́нтович (в крещении — Михаил; лит. Mykolas Kęsgaila Valimantaitis; ум. ок. 1450) — литовский боярин, сын Волимонта Бушковича. Староста вилькомирский (1410), жемайтский (1412—1432, 1440—1441, 1442—1448), каштелян виленский (1445—1448). Был женат на Гелене, происхождение которой неизвестно. От неё имел сыновей: Михаила, Яна, Добеслава и Петра.
Впервые упомянут под 1401 годом при заключении Виленско-Радомской унии. Был активным сторонником великого князя литовского Витовта, при поддержке которого в 1410 году стал жемайтским старостой. Активно способствовал христианизации язычников-жемайтов, в 1418 году подавил крестьянское восстание, а в 1419 году раскрыл заговор местного боярства против великого князя.
После смерти Витовта в 1430 году вместе с братьями Румбольдом и Евнутием поддержал избрание новым великим князем Свидригайло Ольгердовича. Был среди тех, кто в 1431 году подписал антипольский Кристмемельский договор Свидригайло с Тевтонским орденом. После того, как в 1432 году в результате переворота к власти пришёл Сигизмунд Кейстутович, Волимонтовичи были пленёны. Румбольд и Евнутий были казнены, в то время как Кезгайло были возвращены все владения. Возможно, причиной этого было то, что дочь Кезгайло была женой Яна Гаштольда — влиятельного союзника Сигизмунда. В том же году Кезгайло участвовал при заключении Гродненской унии, восстановившей прежнюю зависимость Великого княжества Литовского от Польши.
Согласно поздней Хронике Быховца, после убийства Сигизмунда в 1440 году Кезгайло был одним из тех, кто осуществил избрание великим князем младшего сына Ягайло королевича Казимира. Кезгайло был восстановлен в качестве старосты жемайтского, но так как местное население отказывалось признавать великим князем Казимира, был вынужден подтвердить особый полуавтономный статус Жемайтии в составе Великого княжества Литовского.